# Anticentre galàctic

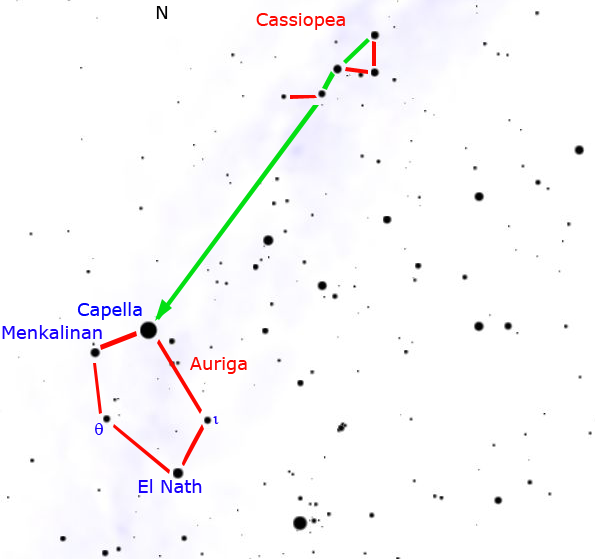
Representació de la constel·lació del Cotxer.

L'anticentre galàctic és una direcció en l'espai que està directament oposada a la direcció cap al centre galàctic com ho veu un observador a la Terra. Aquesta direcció correspon a un punt de l'esfera celeste. Des de la perspectiva d'un observador a la Terra, l'anticentre galàctic apareix dins de la constel·lació del ;Cotxer, i Elnath és l'estrella més brillant més propera a aquest punt.
Pel que fa al sistema de coordenades galàctiques, el centre galàctic de Sagitari a una longitud de 0°, mentre que l'anticentre es troba exactament a 180°. En el sistema de coordenades equatorials, l'anticentre es troba aproximadament R.A. 05h 46m, Des. +28° 56'.